# Neven Laštro
Neven Laštro (Zenica, 1º ottobre 1988) è un calciatore bosniaco, difensore del Ponikve.

## Carriera
In carriera ha giocato 9 partite nelle coppe continentali, di cui 6 nei turni preliminari di Europa League e 3 nella Coppa dell'AFC.

## Palmarès

### Club

#### Competizioni nazionali
- Campionato bosniaco: 2

Zrinjski Mostar: 2015-2016, 2017-2018